# Ужицкий, Юзеф
Юзеф Януш Ужицкий (пол. Józef Janusz Użycki; 1 декабря 1932, Кертын, Львовское воеводство — 23 декабря 2022, Варшава) — польский военачальник, генерал брони вооружённых сил ПНР. В 1978—1983 — командующий войсками Поморского военного округа, в 1983—1990 — начальник Генерального штаба, заместитель министра национальной обороны. Состоял в правящей компартии ПОРП, при военном положении 1981—1983 был членом Военного совета национального спасения, участвовал в подавлении протестов Солидарности. В начале 1990-х — соавтор новой военной доктрины Третьей Речи Посполитой, в конечном счёте приведшей к вступлению Польши в НАТО. Член Клуба генералов и адмиралов Республики Польша.

## Офицерская служба
Родился в крестьянской семье западноукраинских поляков. После присоединения Западной Украины к СССР Ужицкие были депортированы в Сибирь. Переехали в Польшу в 1946, обосновались в Гливице. В 1950 Юзеф Ужицкий поступил в Офицерскую пехотную школу во Вроцлаве.
В 1952 в звании подпоручика командовал учебным взводом, в 1954 — заместитель командира роты в 4-м полку 2-й Варшавской дивизии. В 1957 окончил Академию Генерального штаба. В 1957—1959 капитан Ужицкий — начальник батальонного штаба в 33-м механизированном (мотострелковом) полку 7-й Лужицкой дивизии. С 1959 по 1966 служил в оперативном отделе штаба Силезского военного округа. В 1966—1969 — заместитель командира 10-го танкового полка 10-й Судетской бронетанковой дивизии. В 1968 командовал полком при вторжении в Чехословакию. С 1969 — начальник штаба 11-й Дрезденской бронетанковой дивизии. В 1971—1973 — слушатель Военной академия Генерального штаба Вооружённых Сил СССР.
В 1973 полковник Ужицкий принял командование 11-й дивизией. На следующий год ему присвоено звание генерал бригады (на церемонии присвоения присутствовал первый секретарь ЦК ПОРП Эдвард Герек). На протяжении все военной карьеры был известен жёстким стилем командования.
В 1951 Юзеф Ужицкий вступил в правящую компартию ПОРП. Занимал секретарские посты в партийной организации Силезского военного округа. Был членом Зелёногурского воеводского комитета ПОРП (по месту дислокации 11-й дивизии), делегатом нескольких партсъездов. В 1980—1985 — депутат сейма ПНР, состоял в депутатском клубе ПОРП.

## Генерал ПНР

### Командующий округом
В 1976 генерал бригады Ужицкий назначен заместителем начальника штаба Поморского военного округа. В 1978 сменил Войцеха Бараньского на посту командующего округом. С 1979 получил звание генерал дивизии.
В задачи Поморского округа в случае войны в Европе входило быстрое развёртывание 1-й общевойсковой армии, оперативное взаимодействие с армией ГДР и боестолкновение на «северном фланге НАТО» — с предположительным захватом Дании, североморского побережья ФРГ, Нидерландов и части Бельгии. При этом отмечалось, что на указанных западногерманских территориях проживают поляки правых антикоммунистических взглядов, которые окажут упорное сопротивление.
Политически генерал Ужицкий придерживался позиций «партийного бетона» — полновластие марксистско-ленинской ПОРП, прочный военно-политический союз с СССР. Польскую армию Ужицкий понимал как часть Варшавского договора (ОВД) и практически доказал это при подавлении Пражской весны. Враждебно относился к забастовочному движению и независимому профсоюзу Солидарность. Между тем, к Поморскому военному округу территориально относились такие очаги «Солидарности», как Гданьск, Щецин, Быдгощ. В ночь на 10 декабря 1981 Юзеф Ужицкий участвовал в совещании в Генштабе, где констатировалась катастрофическая ситуация и принималось принципиальное решение о чрезвычайных мерах.

### Член WRON
13 декабря 1981 в Польше было введено военное положение. Генерал Ужицкий был включён в состав Военного совета национального спасения (WRON) — внеконституционного органа высшей власти во главе с первым секретарём ЦК ПОРП и премьер-министром ПНР генералом Ярузельским. Ужицкий причислялся ко «второму ряду» членов WRON; наряду с командующими родами войск и военным округами — генералом Лозовицким, генералом Рапацевичем, генералом Оливой, генералом Крепским).
Генерал Ужицкий был одним из проводников репрессивного курса WRON. Подчинённые ему части Поморского округа непосредственно участвовали в подавлении декабрьских протестов «Солидарности». Наиболее известна роль 12-й дивизии полковника Шумского в подавлении штурме Щецинской судоверфи 15 декабря. Сам Ужицкий лично проверял боеготовность армейских патрулей и инструктировал солдат. В то же время, впоследствии Ужицкий утверждал, что на заседаниях WRON не принималось обязывающих военных решений, кконкретные приказы поступали по линии министерства национальной обороны (которое в тот период также возглавлял генерал Ярузельский). Он настаивал, что до 13 декабря не был проинформирован о планах военного положения, но усмотрел в этом способ избежать военного вмешательства СССР во внутренние дела Польши.
1 апреля 1983, после военных манёвров «Март-83», генерал Ужицкий был назначен заместителем начальника Генерального штаба генерала Сивицкого, одного из ведущих членов WRON.

### Начальник генштаба
22 ноября 1983, после отмены военного положения, Юзеф Ужицкий назначен начальником Генерального штаба Народного Войска Польского — заместителем министра национальной обороны ПНР (пост министра занял генерал армии Сивицкий). 27 сентября 1984 получил звание генерал брони.
Деятельность Ужицкого во главе Генштаба протекала в русле военно-политического руководства Ярузельского и Сивицкого. Социально-политический кризис, противостояние ПОРП с «Солидарностью», отражалось и на армии. Со второй половины 1980-х прежняя наступательная доктрина сменялась оборонительными акцентами, недопущением потенциального противника на территорию Польши. Постепенно ослабевали связи по линии ОВД. С другой стороны, укреплялось сотрудничество с КНДР (что вообще соответствовало курсу Ярузельского на развитие отношений с Ким Ир Сеном — общность интересов создавал совместный поиск внутриполитической стабильности). Во главе военной делегации ПНР генерал Ужицкий посетил Пхеньян. Свои стратегические и оперативно-тактические воззрения Ужицкий изложил в книге Wojna konwencjonalna w Europie? — Конвенциональная война в Европе? — изданной в 1989.

## Отставка
Новая забастовочная волна, Круглый стол и альтернативные выборы 1989 привели к власти «Солидарность». Произошла смена общественно-политического строя Польши. Некоторое время Юзеф Ужицкий продолжал службу. Его позиции эволюционировали сообразно общим переменам в стране. В январе 1990 на конференции начальников штабов государств СБСЕ Ужицкий представил новации польской военной доктрины и встретился с Колином Пауэллом. Новая оборонная политика Польши в 1999 привела к вступлению в НАТО.
24 сентября 1990 генерал Ужицкий оставил пост начальника генштаба и замминистра. Около года оставался в распоряжении министерства обороны. 3 октября 1991 уволен в запас.

## В генеральском клубе
В Третьей Речи Посполитой Юзеф Ужицкий активно занялся общественной деятельностью по военной линии. В 1996 он участвовал в создании Клуба генералов Войска Польского (KGWP) — объединения бывших высокопоставленных военачальников ПНР, в том числе нескольких членов WRON. KGWP не только лоббировал интересы силовиков ПНР, но при правлении посткоммунистического СДЛС и либеральной Гражданской платформы (PO) KGWP официально сотрудничал с министерством национальной обороны и Генеральным штабом. На президентских выборах 2015 KGWP, в том числе Юзеф Ужицкий, публично поддержал представителя PO Бронислава Коморовского — бывшего диссидента, интернированного при военном положении. Однако президентом был избран кандидат радикально-антикоммунистической партии Право и справедливость Анджей Дуда.
Время от времени Юзеф Ужицкий появлялся на публичных мероприятиях — например, в 2013 он участвовал в церемонии похорон Флориана Сивицкого. Проживал в Варшаве. Был женат, остался сын.